# Marcelo Capalbo
Marcelo Eduardo Capalbo Alzegaray (Montevideo, 23 settembre 1970) è un ex cestista e allenatore di pallacanestro uruguaiano con cittadinanza italiana.

## Carriera
Con l'Uruguay ha disputato cinque edizioni dei Campionati americani (1992, 1993, 1995, 1997, 2001).